# Шампањол (Приморски Шарант)
Шампањол (фр. Champagnolles) насеље је и општина у западној Француској у региону Поату-Шарант, у департману Приморски Шарант која припада префектури Жонзак.
По подацима из 2011. године у општини је живело 573 становника, а густина насељености је износила 33,65 становника/km². Општина се простире на површини од 17,03 km². Налази се на средњој надморској висини од 36 метара (максималној 59 m, а минималној 26 m).

## Демографија
| 1962. | 1968. | 1975. | 1982. | 1990. | 1999. | 2011. |
| ----- | ----- | ----- | ----- | ----- | ----- | ----- |
| 502   | 552   | 527   | 465   | 449   | 500   | 573   |

График промене броја становника у току последњих година